# Деніс Освальд (спортивний функціонер)
Деніс Освальд (9 травня 1947) — швейцарський академічний веслувальник.
Бронзовий призер Олімпійських Ігор 1968 року в складі розпашної четвірки зі стерновим, учасник 1972, 1976 років.